# Jörg Brinkmann

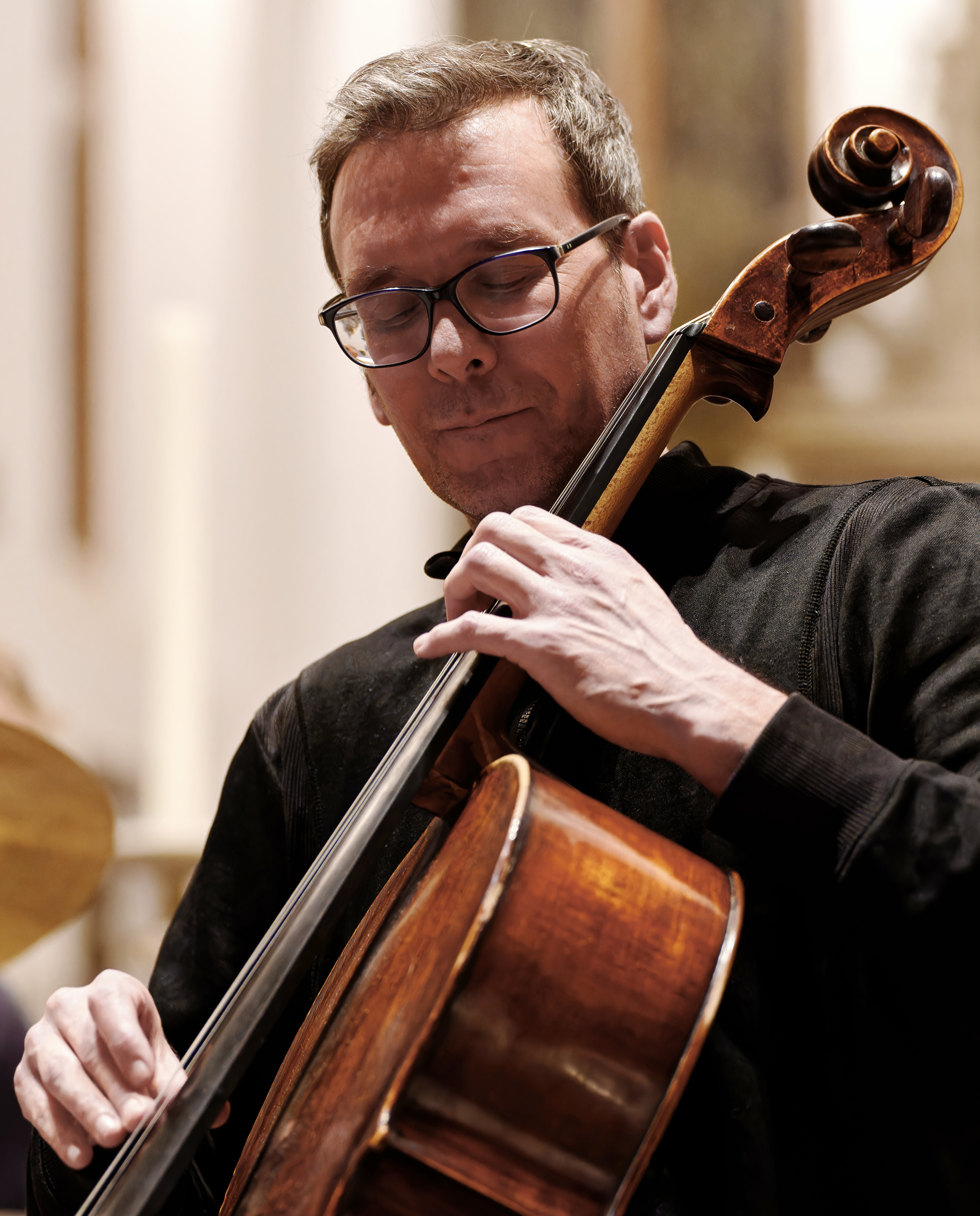
Jörg Brinkmann mit der Markus Stockhausen Group in der Stadtkirche Darmstadt am 3. März 2024

Jörg Brinkmann (* 1976 in Kempen) ist ein deutscher Cellist und Komponist, der vor allem im Bereich des Jazz hervorgetreten ist.

## Wirken
Brinkmann studierte Jazzmusik an der Hochschule der Künste Arnheim bei Michael Gustorff. Seit vielen Jahren arbeitet er intensiv kammermusikalisch in kleineren Bands. Mit seinem Trio (mit Oliver Maas und Dirk-Peter Kölsch) veröffentlichte er 2006 das Album Ha! bei Act. Mit dem von Amsterdam aus operierenden Jazzstreichquartett Zapp war er 2006 in Kanada auf Tournee. Mit Claudio Puntin und Johannes Fink bildete er das Trio Dolce Vita, das sich 2010 auf dem Album Amarcord mit der musikalischen Welt von Nino Rota auseinandersetzte. Im Trio mit den Brüdern Julian und Roman Wasserfuhr veröffentlichte er 2018 das Album Relaxin’ in Ireland.  Weiterhin spielte er mit Herb Robertson, Frank Gratkowski, Michael Schiefel (Platypus Trio), Mark Alban Lotz oder Michael Vatcher. Er trat in der Jazzoper von Michiel Braam auf und war Mitglied von Eric Vloeimans’ Oliver’s Cinema, Markus Stockhausens Quadrivium (gleichnamiges Album 2016, Far Into the Stars 2017) und dem Quintett von Franz von Chossy. Brinkmann tourte in Europa, Afrika, Kanada und Russland. Er ist auch auf Alben von Jeroen van Vliet (der mittlerweile zu seinem Trio gehört), Martin Fondse & Starvinsky Orkestar, Steffen Schorn, Hermine Deurloo, Christof Söhngen und Alex Simu zu hören.
Zudem war Brinkmann als Bühnenmusiker für unterschiedliche Produktionen am Schauspielhaus Bochum tätig. Mit seinem Trio gewann er 2007 den Wettbewerb jazzwerkruhr.

## Diskographische Hinweise
- Jörg Brinkmann Trio HA!  (2008)
- Trio Dolce Vita Amarcord (2009)
- Julian & Roman Wasserfuhr with Jörg Brinkmann Relaxin' in Ireland (2018)
- Jörg Brinkmann Trio Labyrinth  (2020)
- Blank & Jones Relax Jazzed 3 (2022)